# 云溪友议
云溪友议是唐朝人范摅的一本書籍，共三卷。該書分為上中下，共65條內容。書中記載中唐至晚唐的杂事以及唐朝诗人之間的唱和与轶闻。卷中“玉箫化”条，記載了韦皋与玉箫女的两世姻缘。該書於南宋時收入曾糙的《类说》，天启六年(1626年)，該書有岳钟秀刻本。晚明時又收入《稗海》。顺治三年(1646年)，收入《说郛续》。該書於乾隆年間收入《四库全书》的“子部小说家类”。嘉庆十一年(1806年)，收人《唐代丛书》。中華民国大陸時期收入《嘉业堂丛书》以及《四部丛刊续编》和《丛书集成初编》。中華民国二十三年(1934年)，收入《笔记小说大观》。